# Гнилець (притока Журавля)
Гниле́ць  — річка в Україні у Хмільницькому районі Вінницької області. Ліва притока річки Журавля (басейн Південного Бугу).

## Опис
Довжина річки 8 км, найкоротша відстань між витоком і гирлом — 7,68  км, коефіцієнт звивистості річки — 1,04 . Формується багатьма безіменними струмками та загатами.

## Розташування
Бере початок на північно-західній стороні села Осична. Спочатку тече переважно на південний захід через село Слободу-Куствецьку, у селі Вишенька повертає і тече переважно на північний захід і на південно-схдній стороні від села Ступник впадає у річку Журавель, праву притоку Витхли.
У деяких джерелах помилково зазначений як притока Сниводи

## Цікаві факти
- У селі Вишенька річку 2 рази перетинає автошлях Т 0238[2] (автомобільний шлях територіального значення у Вінницькій області. Пролягає територією Козятинського та Хмільницького районів через Махнівка—Уланів).
- У XIX столітті у селі Вишенька існував 1 водяний млин[4].